# Quadrille nach der Oper "Der Liebesbrunnen"
Quadrille nach der Oper "Der Liebesbrunnen" (Kadrilj över teman från operan "Kärleksbrunnen"), op. 10, är en kadrilj av Johann Strauss den yngre.

## Bakgrund
Operan Les Quatre Fils Aymon av den brittiske kompositören Michael William Balfe (1808-70) hade österrikisk premiär den 14 december 1844 på Theater in der Josefstadt i Wien. Med den tyska titeln Die vier Haimonskinder gjorde verket en sensationell succé och ytterligare uppsättningar följde på Theater an der Wien den 24 september 1845 och tre dagar senare på Hof-Theater (27 september 1845), men då med den modifierade titeln Die vier Haimons-Söhne. Johann Strauss den äldre (1804-49) drog fördel av Balfes succéopera genom att sätta samman en kadrilj över dess teman till en Haimonskinder-Quadrille (op.169) som han framförde den 19 januari 1845 på en bal anordnad av Gesellschaft der Musikfreunde i Redoutensaal i Hofburg. Publikens gensvar var så enorm att när kadriljen publicerades såldes klaverutdragets upplaga på 10000  slut på fyra veckor och en andra upplaga fick tryckas upp.
Johann Strauss den äldres kommersiella kupp undgick inte sonen, särskilt inte då den senare den 3 februari 1845 kunde läsa i tidningen Der Wanderer att Balfe hade skickat partituret till en annan av sina operor, Le Puits d'amour, till teatern i Josefstadt för en eventuell uppsättning. Le Puits d'amour (Kärleksbrunnen), liksom Les Quatre Fils Aymon (1844), hade komponerats i Paris och satts upp där den 20 april 1843 på Opéra-Comique. Operan hade även varit framgångsrik vid premiären i London den 8 augusti 1843 med titeln Geraldine. Den 23 september 1845 rapporterade tidningen Der Sammler: "Balfes 'Liebesbrunnen' [Kärleksbrunnen] repeteras för fullt på Theater an der Wien, och Strauss den yngre är redan i färd med att komponera en ny kadrilj över teman från operan". Strauss hade förväntat sig att Balfes komiska opera skulle inbringa avsevärd inkomster vid premiären den 4 november 1845, men till hans förvåning gjorde både uppsättningen och primadonnan Jetty Treffz (som han skulle gifta sig med 17 år senare) fiasko. Recensenten i Wiener Zeitschrift (6.11.1845) ansåg att "musiken inte var vad den kunde eller borde vara", medan recensenten i Wiener Allgemeine Theaterzeitung (6.11.1845) var ännu mer rättfram: "Även en begåvad person har sina svaga stunder, och det var säkerligen under en sådan som Balfe komponerade sin opera". Efter endast tre föreställningar togs Der Liebesbrunnen bort från repertoaren.

## Historia
Under tiden hade Strauss färdigställt sin kadrilj över teman från Balfes opera. Strauss den äldre hade dessutom spelat ouvertyren till Die Liebesbrunnen den 12 oktober 1845 innan han lämnade Wien för en konsertturné med sin orkester. Den 28 oktober kunde man läsa i Illustrirte Theaterzeitung: "Strauss [fader] kommer utan tvekan sända en liten bukett till sina otaliga beundrare, och denna kunde bestå av en 'Liebesbrunnen-Quadrille'". Men ingen sådan komposition ingår i katalogen över Johann Strauss den äldres publicerade verk. Den yngre Johann framförde sin egen Liebesbrunnen-Quadrille vid en välbesökt musikalisk "Conversazione" på Ignaz Wagners 'Zweites Kaffeehaus' i Pratern den 9 november 1845. Der Wanderer rapporterade den 12 november: 
"Under en längre tid har vår konversation inte handlat om någonting annat än Balfe. Kommer hans 'Liebesbrunnen' vara bättre än 'Haimonskinder', kommer en kadrilj att skrivas över dess melodier, och vem ska skriva den, Strauss Fader eller Strauss Son? Vem kommer att bli den förste att framföra den och när? Kommer han [Strauss Fader] sända hit den från fjärran platser eller vänta tills han återvänder, kommer båda styckena konkurrera med varandra och vem kommer att segra över den andre? Det är alla viktiga frågor, men tack och lov är de nu avgjorda och vår salongssocietet får söka vidare för nytt konversationsfoder. Den, dvs, 'Liebesbrunnen-Quadrille' har nu framförts, i själva verket söndagen den 9 dennes månad på Wagners av Strauss Son. Jag skulle vilja beskriva kadriljen som en sammanfattning av Balfes opera, då alla de behagliga, vackra temana förenas däri. För publiken i stort kan denna kadrilj anse rädda operans ära och Balfe borde tacka vår talangfulle Strauss Son för det".

Recensenten i Der Sammler (13.11.1845) höll med sin journalistkollega: 
"Denna kadrilj ärar Strauss Son, för den visar fram intelligent användande av teman och effektfull instrumentering vad gäller dans, och det är mer beundransvärt då operan i sig själv erbjuder en mindre samling av teman än de tidigare. För varje spelning ökade applåderna och den fick tas om fem gånger."
Med det senare i åtanke är det beklagansvärt att Strauss originalpartitur har förkommit. Professor Ludwig Babinski har därför sammanställt det nuvarande arrangemanget till Liebesbrunnen-Quadrille utifrån det publicerade klaverutdraget.
Senare skulle Strauss skriva fler kadriljer över operor av Balfe, vilka inte blev lika framgångsrika som denna. (Till exempel op. 24 och op. 31).

## Om kadriljen
Speltiden är ca 5 minuter och 34 sekunder plus minus några sekunder beroende på dirigentens musikaliska tolkning.

## Weblänkar
- Dynastin Strauss 1845 med kommentarer om Quadrille nach der Oper "Der Liebesbrunnen".
- Quadrille nach der Oper Der Liebesbrunnen i Naxos-utgåvan.